# Le carnaval des animaux (Ton Scherpenzeel)
Le carnaval des animaux is een studioalbum van Ton Scherpenzeel. 

## Inleiding
De titel verwijst naar een standaardwerk uit de klassieke muziek: Le Carnaval des Animaux van Camille Saint-Saëns. Scherpenzeel, op dat moment (1978) toetsenist van Kayak, gaf er een eigen interpretatie aan. Opnamen vonden plaats in de geluidsstudio van Frans Peters te Hilversum.
Voor de hoes, Scherpenzeel droomt van het carnaval, werd (mode)fotograaf Govert de Roos ingeschakeld.

## Musici
- Ton Scherpenzeel – toetsinstrumenten, gitaar, percussie
- Hans Hollestelle – gitaar
- Theo de Jong – basgitaar (uit Kayak)
- Frans Peters[1] – mondharmonica, percussie
- Eddy de Wilde – basgitaar, mondharmonica
- Clous van Mechelen – saxofoon
- Max Werner – drumstel, percussie (uit Kayak)
- Irene Linders, Ellen Neefjes [2]– achtergrondzang

## Muziek
| Nr. | Titel                                                            | Duur |
| --- | ---------------------------------------------------------------- | ---- |
| 1.  | Introduction: March royale du lion (Nederlandse titel: De leeuw) | 3:47 |
| 2.  | Fossiles (Nederlandse titel: Fossielen)                          | 2:07 |
| 3.  | Aquarium (Nederlandse titel: Vissen)                             | 3:20 |
| 4.  | L’éléphant (Nederlandse titel: De olifant)                       | 1:35 |
| 5.  | Le cygne (Nederlandse titel: De zwaan)                           | 3:44 |
| 6.  | Hémoines (Nederlandse titel: Muildieren)                         | 3:00 |
| 7.  | Poules et coq (Nederlandse titel: Kippen en haan)                | 2:55 |
| 8.  | Voliere (Nederlandse titel: Vogels)                              | 2:25 |
| 9.  | Le coucou au fond du bois (Nederlandse titel: De koekoek)        | 2:38 |
| 10. | Tortues (Nederlandse titel: Schildpadden)                        | 3:57 |
| 11. | Personnages a longues oreilles (Nederlandse titel: Ezels)        | 1:18 |
| 12. | Le carnaval des animaux finale                                   | 3:07 |

Het album verdween na de eerste release uit de handel. Wel kon een gedigitaliseerde versie aangevraagd worden bij Fonos (Fonos 41092).

## Nasleep
Tijdens de opnamen in genoemde geluidsstudio deed Edward Reekers auditie voor de vrijgekomen positie van zanger van Kayak; het eerste resultaat werd het goedverkopende album Phantom of the night en Kayaks grootste hit Ruthless queen op, die vier maanden na dit album opgenomen werden. 